# يمين متنوع
يمين متنوع (بالفرنسية: Divers droite أو اختصارا DVD)‏ هي عبارة تشير في فرنسا، إلى تيار سياسي يضم شخصيات ذات توجهات يمينية ولكنها لا تنتمي إلى أي حزب سياسي، وتضم أيضا أولئك الذين غادروا أو طردوا (حتى مؤقتا) من حزبهم أو حركتهم السياسية.

في حالة الطرد من الحزب، يكون هذا الوصف مؤقت، مثلا المنشقين الذين يترشحون ضد المرشح الرسمي لحزبهم. في حالة فوز المنشقين، فإنه يعاد إدماجهم للحزب بعد عدة أشهر أو بعد سنتين على أقصى تقدير، مثل ما حصل مع بيار شارون وجاك غوتييه.

بين 2001 و2008، عبارة مستقل لم تسمح وزارة الداخلية باستعمالها. المرشحين والقوائم التي تعبر عن نفسها بأنها مستقلة، كانت تصنف على أنها إما DVD (يمين متنوع، divers droite) أو DVG (يسار متنوع، divers gauche) حسب تيارهم السياسي المعلن أو المفترض. في 2008، إضافة عبارة LDIV لقائمة متنوع ساعدت في الالتفاف حول هذه الآلية. 

في البرلمان، يمكن لنائب واحد عضو في حزب سياسي صغير جدا، تكوين كتلة برلمانية بوحده، وسيطلق عليه حينها DVD (يمين متنوع) أو DVG (يسار متنوع).

## مقالات ذات صلة
- يسار متنوع
- مستقل (سياسة)
- طيف سياسي